# Patrick Kron

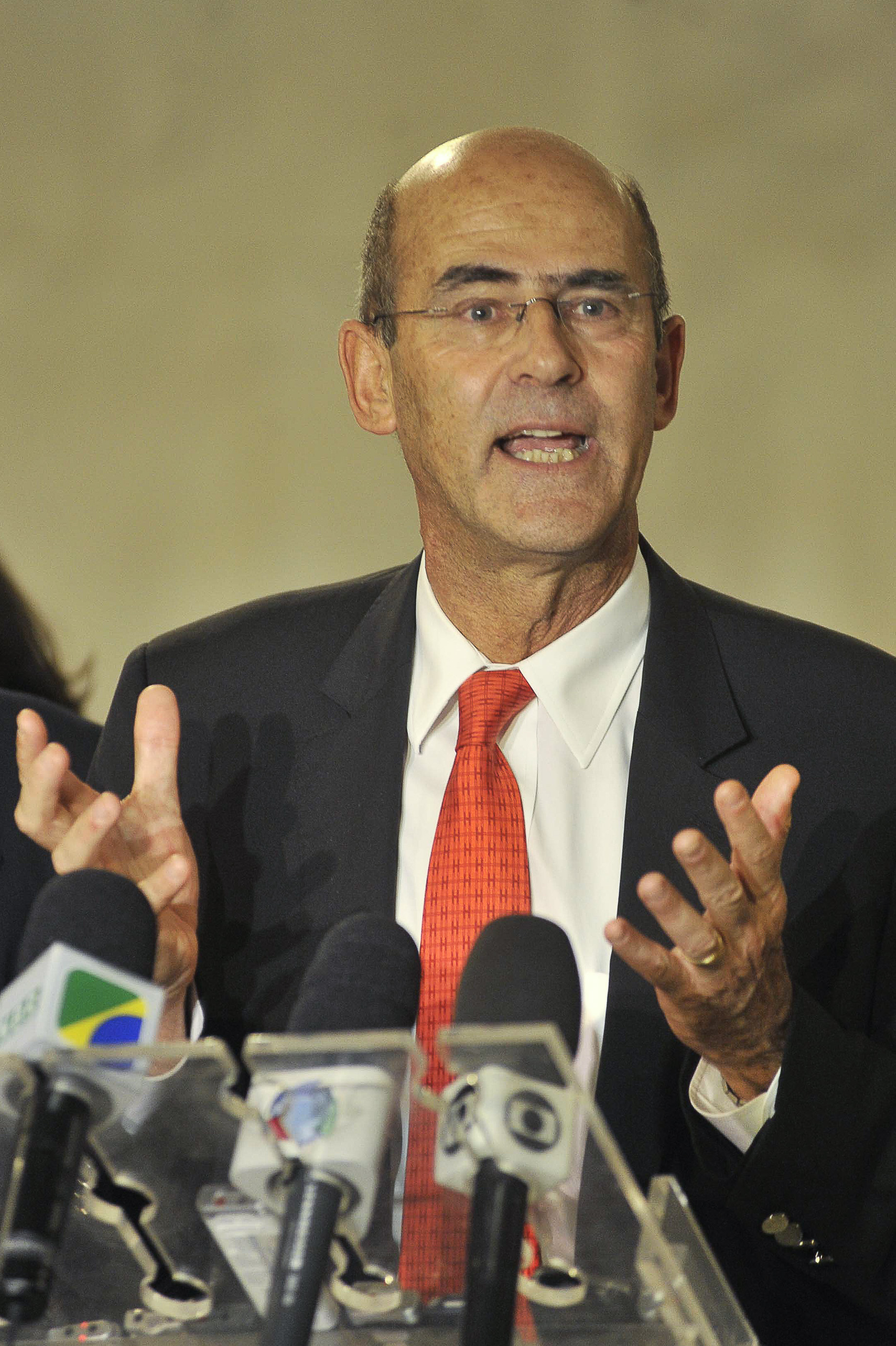
Alstom-Geschäftsführer Patrick Kron bei einem Besuch in Brasilien, 2011.

Patrick Kron (* 26. September 1953 in Paris) ist ein französischer Industriemanager. Von 2003 bis 2016 war er PDG von Alstom.

## Leben
Patrick Kron ist der Sohn polnisch-jüdischer Immigranten, die die Nazi-Haft der Konzentrationslager überlebten und Ende der 1940er Jahre nach Frankreich übersiedelten, der sich aus armen Verhältnissen zu einem Millionenjob hochgedient hat. In seiner Jugend besuchte Patrick Kron die Vorbereitungsklasse des Pariser Lycée Louis-le-Grand, studierte Ingenieurwesen zunächst an der Pariser École polytechnique und danach in der staatlichen Corps des Mines, die dem Finanzministerium unterstellt ist. Von 1979 bis 1984 arbeitete er im französischen Ministerium für Industrie.
Im heute zur Alcan-Gruppe gehörenden Péchiney-Konzern hatte er eine Führungsrolle in der Fabrikation in Griechenland und übernahm dann die Leitung der griechischen Filiale. 1988 übernahm er die Leitung des Sektors Elektrometallurgie, 1993 kam er in die oberste Führungsebene der Péchiney-Gruppe und wurde zum Leiter von Carbone Lorraine ernannt.
1998 wurde er CEO von Imerys, einem weltführernden Konzerns in der Mineralverarbeitung.
Im Januar 2003 wurde er CEO von Alstom und löste im März des gleichen Jahres Pierre Bilger als Verwaltungsratspräsidenten ab.
Am 30. September 2004 wurde er als Chevalier (Ritter) in die Ehrenlegion aufgenommen.
Seit dem 18. November 2007 ist er im Range eines Officier Mitglied der Ordre national du Mérite.